# Cinema dels Estats Units
El cinema dels Estats Units d'Amèrica és aquell que globalment ha afaiçonat més profundament el cinema en el transcurs del seu primer segle d'existència, tant pels continguts i les tècniques que va desenvolupar com per l'aspecte econòmic i cultural. El seu cor és a Hollywood, un barri de la ciutat estatunidenca de Los Angeles on es produeixen la major part dels programes audiovisuals del país, televisius compresos.
La crítica estatunidenca Pauline Kael va resumir el 1968 l'estil de les pel·lícules hollywoodenques amb una la fórmula esdevinguda famosa: «Kiss Kiss Bang Bang». Per lapidària i breu que sigui, la fórmula tradueix la importància de l'acció que caracteritza aquesta producció, posant en un epígraf la importància del domini tècnic que ha caracteritzat aquest cinema: el guió, l'escenificació, les imatges, el muntatge, la música, el so i els efectes especials.
Però el cinema estatunidenc és igualment una indústria poderosa i molt estructurada, en la qual el finançament i el màrqueting són als primers rangs dels criteris de decisió. El sector de la diversió audiovisual és al primer lloc dels ingressos de l'economia dels Estats Units a l'estranger. Les pel·lícules produïdes als Estats Units són, per exemple a Europa, les que suposen la major part de les entrades en sales (62,5% de les entrades el 2001). El cinema de Hollywood és considerat com el primer vector de difusió de la cultura estatunidenca a l'estranger (conjuntament amb les sèries de televisió).
El cinema dels Estats Units ha tingut un profund efecte sobre el cinema de tot el món des de principis del segle xx. La seva història és de vegades separada en quatre grans períodes: l'era del cinema mut, el cinema clàssic de Hollywood, el nou Hollywood i l'època contemporània (després de 1980). Des de la dècada de 1920, la indústria cinematogràfica estatunidenca ha recaptat més diners cada any que la de qualsevol altre país.

## Història
Al començament del segle xx, quan la indústria cinematogràfica no existeix encara, la majoria dels que es llancen al cinema són immigrants, i més particularment immigrants jueus, procedents de Rússia, d'Alemanya o de l'Imperi Austrohongarès. Desembarquen a Nova York amb una voluntat que els distingeix dels seus contemporanis europeus: per a aquests immigrants als Estats Units, el cinema és més que una senzilla diversió, és una nova forma d'art. Els productors que apareixeran, com William Fox (fundador el 1915 de la 20th Century Fox, que es convertirà en la 20th Century Fox, Samuel Goldfish (que convertiran el seu nom en Samuel Goldwyn, fundador el 1916 de la Goldwyn Picture Corporation, que serà més tard la Metro-Goldwyn-Mayer, els Germans Warner (fundadors el 1923 de Warner Bros Studios, tenen des del començament ambicions artístiques. Es posen doncs en contacte amb escriptors de nomenada per escriure els guions de les seves pel·lícules, pensant, amb raó, que una pel·lícula basada en un llibre que ha tingut èxit té més oportunitats d'aconseguir bones recaptacions.
Hom es pot adonar des dels començaments del cinema als Estats Units que els productors tenen un paper que va més enllà de l'aspecte purament financer: participen en la creació de les pel·lícules al mateix nivell que els directors i els guionistes.

### De la invenció del cinema a les primeres pel·lícules sonores (1893-1930)

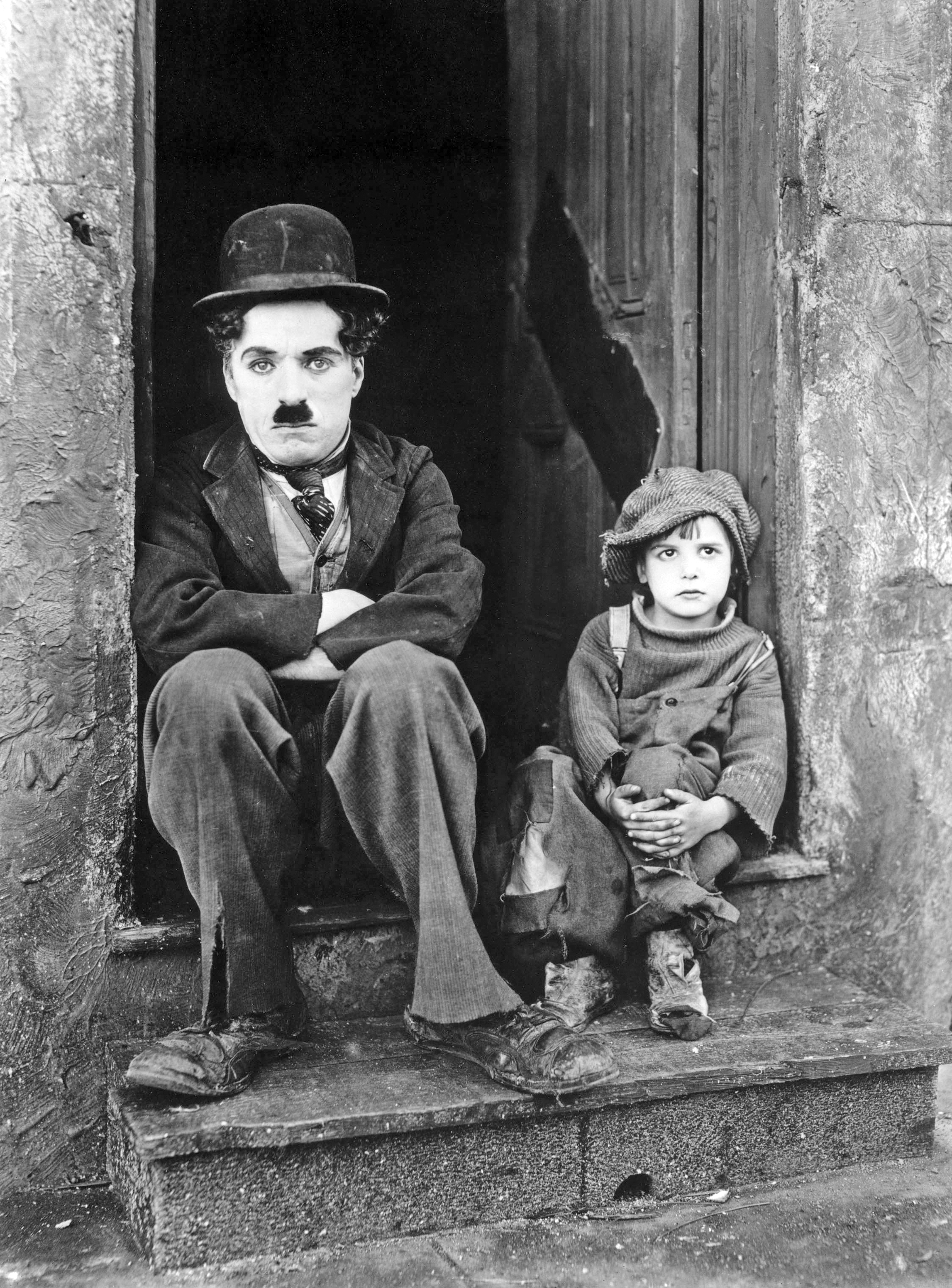
Jackie Coogan al costat de Charles Chaplin a The Kid

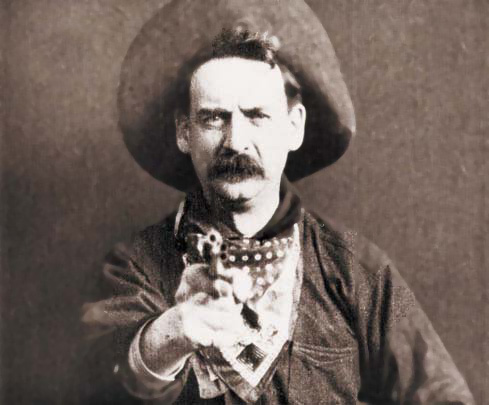
Justus D. Barnes a The Great Train Robbery.

La segona gravació d'imatges capturant i reproduint moviment va ser una sèrie de fotografies d'Eadweard Muybridge que mostraven un cavall galopant, agafades a Palo Alto, Califòrnia, utilitzant un conjunt de càmeres fixes col·locades en fila. L'assoliment de Muybridge va motivar a inventors de tot arreu per intentar crear dispositius similars que poguessin capturar aquest moviment. Thomas Alva Edison va ser el primer a construir un dispositiu d'aquestes característiques, el kinetoscopi, l'abusiva patent del qual va forçar als primers cineastes a buscar altres alternatives.
Als Estats Units, les primeres exhibicions de pel·lícules per a grans audiències es feien usualment en els descansos dels xous de vodevil. Els empresaris van començar a viatjar per exhibir les seves pel·lícules, portant al món les primeres incursions en el gènere del drama. El primer gran èxit del cinema estatunidenc, i el més llarg fins al moment, va ser The Great Train Robbery, dirigida per Edwin S. Porter. En les albors de la indústria cinematogràfica estatunidenca, Nova York va ser l'epicentre dels cineastes. L'estudi d'enregistrament de Kaufman-Astoria a Queens, construït durant l'etapa muda del cinema, el van fer servir els germans Marx i W. C. Fields. Chelsea, a Manhattan també era utilitzat amb freqüència. Mary Pickford, una actriu guanyadora de l'Oscar, va rodar algunes de les seves primeres pel·lícules en aquesta zona. No obstant això, el millor clima de Hollywood durant tot l'any el va convertir en una millor opció per rodar.
D'aquesta època destaquen:
- The Great Train Robbery, 1903
- In Old California, 1910
- El naixement d'una nació, 1915
- Intolerance: Love's Struggle Throughout the Ages, 1916
- The Immigrant, 1917
- A Dog's Life, 1918
- Lest We Forget, 1918
- The Sheik (amb Rudolph Valentino), 1921
- Orphans of the Storm, 1921
- The Kid, 1921
- A Woman of Paris, 1923
- El lladre de Bagdad, 1924
- Ben-Hur, 1925
- La quimera de l'or, 1925
- The Jazz Singer, 1927
- El maquinista de la General, 1927

### De l'edat d'or de Hollywood dels anys 1930 a les dificultats de la postguerra

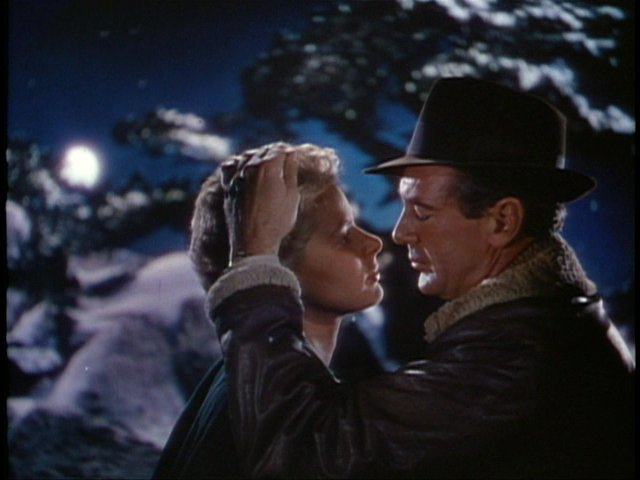
Ingrid Bergman i Gary Cooper a «Per qui toquen les campanes»

La Gran depressió provoca un atur massiu entre els artistes i els actors dels anys 1930. El New Deal posat en marxa pel president Franklin D. Roosevelt implica una part cultural apuntant a ajudar els artistes en dificultats. La Work Projects Administration (1935) posa en marxa nombrosos projectes en l'àmbit dels arts i de la literatura, en particular els cinc programes del famós Federal One. Aquesta política cultural és interrompuda per la Segona Guerra Mundial i la mort de Roosevelt.
Les pel·lícules dels anys 1930 s'interessen pels problemes socials i per la sort dels més desproveïts: el llibre de John Steinbeck El raïm de la ira, publicat el 1939 és adaptat per John Ford així com el de Richard Llewellyn, Que verda era la meva vall, qui descriu la vida dels miners de Gal·les. Les pel·lícules de Charlie Chaplin denuncien la pujada del feixisme (The Great Dictator el 1940) i les condicions de treball dels obrers (Modern Times el 1936). Els de Frank Capra critiquen els excessos del capitalisme salvatge: Mr. Deeds Goes to Town (1936), No us l'endureu pas (1938), Mr. Smith Goes to Washington (1939). Durant la dècada del 1930 els estatunidencs continuen sotmetent a plebiscit el cinema malgrat la crisi econòmica. Hollywood produeix més de 5.000 pel·lícules.
Durant l'anomenada Edat d'Or de Hollywood, o de la narrativa clàssica de Hollywood, que són els termes utilitzats en la història del cinema, ens trobem amb un estil visual i de so per a pel·lícules i una manera de producció utilitzats en la indústria cinematogràfica dels Estats Units aproximadament entre 1910 i 1960.
Estil clàssic, fonamentalment basat en el principi de la continuïtat o l'edició de "invisible" d'estil. És a dir, la càmera i l'enregistrament de so no haurien de cridar l'atenció.
En aquesta època les pel·lícules en els estudis de Hollywood es rodaven de forma semblant a la que s'utilitzava per ensamblar els cotxes en les cadenes de muntatge de Henry Ford. No hi havia dues pel·lícules exactament iguals, però la majoria seguien un gènere: Western, comèdia, cinema negre, musicals, cinema d'animació, biogràfics, etc., i els mateixos equips creatius solien treballar en les pel·lícules produïdes pel mateix estudi - per exemple, Cedric Gibbons i Herbert Stothart sempre van treballar en les pel·lícules de la MGM, Alfred Newman va treballar per la Twentieth Century Fox durant vint anys, gairebé totes les pel·lícules de Cecil B. De Mille van ser produïdes per la Paramount, les pel·lícules del director Henry King van ser en la seva majoria rodades per Twentieth-Century Fox, etc. Es podia arribar a endevinar quin estudi havia produït cada pel·lícula només pels actors que hi sortien; cada estudi tenia el seu propi estil i toc característic que feia possible esbrinar-ho - una qualitat que no existeix avui en dia. Tot i així i tot cada pel·lícula tenia lleugeres diferències, i, en contraposició als fabricants de cotxes, la majoria dels que intervenien en el rodatge eren artistes. Per exemple, Tenir-ne o no (1944) és famosa no solament per la seva parella de protagonistes Humphrey Bogart (1899-1957) i Lauren Bacall (1924-2014) sinó també per haver estat escrita per dos futurs guanyadors del Premi Nobel de Literatura: Ernest Hemingway (1899-1961), autor de la novel·la en la qual es va basar la pel·lícula, i William Faulkner (1897-1962), que va treballar en l'adaptació per a la pantalla gran.
No obstant això rodar pel·lícules encara era un negoci i les productores feien diners operant sota l'anomenat sistema d'estudi. Els principals estudis tenien a milers de persones en nòmina -actors, productors, directors, escriptors, especialistes, mecànics i tècnics. També posseïen centenars de teatres en ciutats i pobles repartits per tot el país - teatres que projectaven les seves pel·lícules i que sempre necessitaven material fresc.
Molts historiadors posen l'accent en la gran quantitat de bones pel·lícules que van sorgir en aquest període de ferri control dels rodatges. Una de les raons que va fer això possible va ser que, amb tantes pel·lícules en producció simultàniament, no totes havien de ser un èxit de taquilla. Un estudi podia arriscar-se amb un projecte de pressupost mitjà que tingués un bon guió i actors relativament desconeguts: Ciutadà Kane, dirigida per Orson Welles (1915-1985) i unànimement considerada com una de les Pel·lícules considerades les millors de tots els temps, complia aquestes premisses. En altres casos, directors amb una gran personalitat com Howard Hawks (1896-1977) i Frank Capra (1897-1991) es van barallar amb els estudis per imposar les seves visions artístiques. El sistema d'estudi va aconseguir, probablement, el seu apogeu l'any 1939, que va veure l'estrena de clàssics com El màgic d'Oz, Allò que el vent s'endugué, La diligència, Només els àngels tenen ales, Ninotchka, i Midnight. Altres títols sortits de l'Edat d'Or que són considerats clàssics en els nostres dies: Casablanca, Que bonic que és viure, la versió original de King Kong, i Snow White and the Seven Dwarfs.
D'aquesta època: 
- Frankenstein, 1931
- City Lights, 1931
- King Kong, 1933
- Duck Soup, 1933
- Va succeir una nit, 1934
- Rebel·lió a bord, 1935
- The Garden of Allah, 1936
- The Trail of the Lonesome Pine, 1936
- Allò que el vent s'endugué, 1939
- El màgic d'Oz, 1939
- Cims borrascosos, 1939
- The Philadelphia Story, 1940
- El raïm de la ira, 1940
- The Great Dictator, 1940
- El falcó maltès, 1941
- Fantasia, 1940
- Ciutadà Kane, 1941
- Casablanca, 1942
- Yankee Doodle Dandy, 1942
- For Whom the Bell Tolls, 1943
- Double Indemnity, 1944
- Els millors anys de la nostra vida, 1946
- El tresor de Sierra Madre, 1948
- Que bonic que és viure, 1946
- Nit i dia, 1946
- Notorious, 1946

#### El declivi dels estudis
El sistema d'estudi i, per tant, l'Edat d'Or de Hollywood van sucumbir a dues forces a finals dels anys 40:
- La intervenció federal que va separar la producció de pel·lícules de la seva exhibició en sales; i
- la invenció de la televisió.

Com a resultat d'aquesta intervenció, actors i cos tècnic van anar alliberant-se gradualment dels seus contractes amb les productores. Ara, cada pel·lícula feta per un estudi podria tenir un repartiment i equip creatiu completament diferent, desencadenant en la pèrdua gradual de totes aquestes "característiques" que van fer inconfusibles a les pel·lícules de la MGM, Paramount, Universal, Columbia, RKO i Twentieth-Century Fox. No obstant això, determinades persones d'aquest món, com Cecil B. DeMille, van utilitzar artistes que seguien contractats fins al final de les seves carreres o els mateixos equips creatius en les seves pel·lícules, i així, una pel·lícula de DeMille encara semblava rodada el 1932 o el 1956. El nombre de pel·lícules en rodatge va baixar bruscament, fins i tot les de gran pressupost, marcant un canvi en l'estratègia a seguir per la indústria. Els estudis es van centrar a produir entreteniment que no pogués ser ofert per la televisió: espectacle, produccions amb arguments transcendentals, mentre uns altres van cedir els drets de les seves biblioteques cinematogràfiques i teatrals a altres companyies per ser venuts a la televisió.
Tot i que la televisió va acabar amb l'hegemonia de la indústria cinematogràfica en l'entreteniment nord-americà, el sorgiment de la televisió resultaria avantatjós, a la seva manera, pel cinema. L'opinió pública sobre la qualitat de la programació televisiva va caure ràpidament i, per contra, l'estatus del cinema va començar a ser cada vegada més reconegut com una forma d'art seriosa i digna de respecte i estudi. Això va ser complementat amb la decisió del Tribunal Suprem dels Estats Units que va revocar la seva decisió inicial i va dictaminar que el cinema era una forma d'art amb dret a la protecció de la Primera Esmena.
D'aquesta època:
- Tot sobre Eva, 1950
- Suset Boulevard, 1950
- La reina d'Àfrica, 1951
- Un americà a París (An American in Paris), 1951
- Vertigo, 1958
- A Streetcar Named Desire, 1951
- A Place in the Sun, 1951
- Cantant sota la pluja, 1952
- Sol davant el perill, 1952
- D'aquí a l'eternitat, 1953
- Arrels profundes, 1953
- La finestra indiscreta, 1954
- La llei del silenci, 1954
- Rebel sense causa, 1955
- Outside the Law, 1956
- El pont del riu Kwai, 1957
- Perseguit per la mort, 1959
- Ningú no és perfecte, 1959
- Ben Hur, 1959

### El "Nou Hollywood" i el cinema Post-clàssic
"Cinema Post-clàssic" és un terme utilitzat per descriure els canvis narratius en el nou Hollywood. S'argumenta que les noves aproximacions al drama i la caracterització van jugar amb l'expectació de l'audiència adquirida en el període clàssic: la cronologia es creuaria, els guions presentarien "finals inesperats" i les línies que separen l'antagonista i el protagonista estarien difuminades. Les arrels de la narració post-clàssica segons Angel Faretta és en el moment d'autoconsciència del cinema, a partir de la pel·lícula de Orson Welles, "Ciutadà Kane", on per primera vegada el cinema "es contempla a si mateix". Uns altres declaren que el punt d'inflexió podria estar en el cinema negre, en Rebel sense causa (1955), i en la destrossadora i atípica pel·lícula de Hitchcock Psicosi.
'Cinema Post-clàssic' és un terme utilitzat per descriure al període que va seguir al declivi del sistema d'estudi en els anys 50 i 60 i el final del codi de producció. Està marcat per una gran tendència a dramatitzar coses com la sexualitat i la violència.
'Nou Hollywood' és un terme utilitzat per descriure l'aparició d'una nova generació de directors educats en escoles de cinema i que han absorbit les tècniques creades a Europa en la dècada del 1960. Directors com Francis Ford Coppola, George Lucas, Brian de Palma, Martin Scorsese, i Steven Spielberg van arribar per crear productes que retessin homenatge a la història del cinema i innovar sobre els gèneres i tècniques ja existents.

### Anys 1960-1970
Al principi de la dècada dels 70, les pel·lícules estatunidenques van ser alhora lloades per la crítica i reeixides comercialment. Mentre les primeres pel·lícules del Nou Hollywood com Bonnie i Clyde i Easy Rider havien estat de relatiu baix pressupost amb herois amorals i una elevada sexualitat i violència, l'enorme èxit recollit per Coppola, Spielberg i Lucas amb El Padrí, Tauró, i Star Wars Episodi IV: Una nova esperança, respectivament van ajudar a establir el concepte modern de "cinema comercial" o mainstream, i van dur als estudis a enfocar més seriosament els seus esforços a intentar produir grans èxits
«Durant els anys 60, el cinema americà no va tenir un gran èxit. Tanmateix, aquest període ha estat marcat per la presentació a la pantalla gran de pel·lícules de fortuna, com Psicosi. I per a aquest tipus de pel·lícules, l'arribada del color va marcar una verdadera sortida!
Els anys 60 i 70 marquen també el començament d'una reacció particular del cinema americà, de cara als polítics interiors i internacionals. La producció es va trobar d'altra banda transformada i trastornada pels contestataris del començament dels anys 60. Havia de reaccionar a la fi del decenni, per l'amplitud del moviment, realitzant pel·lícules com Easy Rider o CowBoy de mitjanit, molt referencials, a la seva manera, a la Nouvelle Vague francesa, però explicant la societat americana contemporània.»

### Els anys 1980: «L'era Spielberg»
El cinema americà dels anys 1970-1980 és caracteritzat per nombroses pel·lícules de ciència-ficció. Sobretot amb pel·lícules com 2001: una odissea de l'espai de Stanley Kubrick (1968), La Guerra de les Galàxies de George Lucas (1977), Encontres a la tercera fase (1977), ET, l'extraterrestre (1982) de Steven Spielberg, Alien (1979) i Blade Runner (1982) de Ridley Scott, Gremlins de Joe Dante o també amb Tornada al futur (1985) de Robert Zemeckis.
Aquestes pel·lícules són en part modernes, en principi per la temàtica, que tracta de trobada amb l'altre, d'aparició extraterrestre i d'intel·ligència artificial, després per la llum, que té un lloc important, ja que és el resultat de l'expressió del meravellós o de l'angoixa. Però les pel·lícules americanes de ciència-ficció dels anys 1980 són essencialment clàssiques. Són la majoria de les produccions hollywoodienques que requereixen grans pressupostos i sovint molts figurants. El tractament de la història és clàssic, el relat és lineal i la història s'acaba sovint amb un happy end.
S'anomena a aquest període l'era Spielberg, ja que aquest gegant del cinema americà ha dominat el cinema mundial i ha aconseguit fascinar tota mena de públic.

### Els anys 1990

#### Economia
La indústria cinematogràfica americana és particularment poderosa i rendible. La seva taxa de creixement s'ha doblat en deu anys: si generava 7,02 mil milions de dòlars el 1991 en el mercat internacional, el 2001, la xifra passava a 14,69 mil milions de dòlars.

#### El domini de les majors
Tres tipus d'actors componen la indústria cinematogràfica americana: les majors, les seves filials, i els productors independents. Les majors són representades amb la Motion Picture Association of America (MPAA) dins dels Estats Units, i per la Motion Picture Association (MPA) a l'estranger. La MPAA representa les set majors més importants, és a dir els productors i distribuïdors de la «diversió filmada» (filmed entertainment), és a dir les pel·lícules de cinema, programes de televisió, cassets i DVD de venda o lloguer, pel·lícules difoses per Internet, etc.
Aquests majors són:
- Buena Vista International (The Walt Disney Company)
- Columbia TriStar Film Distributors International
- Metro-Goldwyn-Mayer (MGM)
- Paramount Pictures Corporation
- Twentieth Century Fox International Corporation
- Universal International Films
- Warner Bros. International Theatrical Distribution

Pel que fa a les seves filials, es pot citar per exemple Miramax, que pertany a Disney; New Line, a la Warner o Sony Classics.
En els anys 1980, l'administració del President Reagan permet una nova fase d'integració vertical de les majors anul·lant els «decrets antitrust Paramount» de 1948. És possible des d'aleshores per als estudis d'adquirir canals de difusió (cinemes, cadenes de televisió…) i concentren llavors en el seu si totes les fases d'explotació dels béns audiovisuals, és a dir la producció, la distribució i la difusió.
Cal doncs remarcar el domini incontestable de les majors sobre els estudis independents. Ja que, tot i que les pel·lícules produïdes per aquests últims són més nombroses, la seva part de mercat és molt més feble al nivell interior i internacional. Així, si el més important distribuïdor independent del país, USA Films, ha tret 15 pel·lícules el 2000, no ha pogut aconseguir més que l'1% de les recaptacions del box-office nacional.
| Any  | Majors | Altres distribuidors | Total |
| ---- | ------ | -------------------- | ----- |
| 2000 | 191    | 267                  | 458   |
| 2001 | 188    | 274                  | 462   |
| 2002 | 220    | 229                  | 449   |
| 2003 | 194    | 265                  | 459   |
| 2004 | 199    | 276                  | 475   |

| Any  | Milions $ constants | Part de les majors |
| ---- | ------------------- | ------------------ |
| 1980 | 5.745               | 91%                |
| 1985 | 6.000               | 77%                |
| 1990 | 6.617               | 80%                |
| 1995 | 6.208               | 86%                |
| 2000 | 7.661               | 83%                |

### El domini del cinema de Hollywood al món
La dimensió internacional és des de sempre part integrant de la indústria cinematogràfica – sigui el país que sigui - per a una senzilla lògica de rendibilitat que li és específica: si la inversió inicial necessària a la producció d'una pel·lícula és extremadament elevada, els costos de duplicació són en canvi particularment baixos.
Com més còpies es distribueixen de la pel·lícula, la inversió serà més rendible. Els mercats estrangers han format sempre doncs part de l'estratègia de les firmes hollywoodienques, i això des del començament de les seves activitats fa un segle. Des de 1919, les recaptacions generades pels mercats internacionals eren incloses en els pressupostos de Hollywood.
Però és des de la fi de la Segona Guerra Mundial que el flux d'exportació dels béns cinematogràfics es va disparar veritablement, de manera que la presència de Hollywood és avui virtualment sentida a tots els països del món. En aquest sentit, i en el context actual d'economia globalitzada, l'exportació de les pel·lícules a l'estranger és més que mai un element ineludible de competitivitat mundial, representant després d'una trentena d'anys entre un 40%i la meitat dels ingressos dels grans estudis.
La indústria cinematogràfica és un dels rars sectors als Estats Units a tenir un equilibri comercial positiu, és a dir a exportar més productes que no n'importa, i en tots els països on és present. El 2001, Hollywood tenia un 80% de quota de mercat del cinema a nivell internacional, i un 70% per als programes televisats.
El cinema indi, amb Bollywood, és una de les poques indústries del cinema al món que encara pot plantar cara a Hollywood al seu propi país amb més de 800 pel·lícules produïdes anualment, amb el cinema francès, molt poderós igualment i amb un nombre de pel·lícules produïdes molt important, el més gran d'Europa. La dificultat per a Hollywood i per al conjunt de les pel·lícules occidentals se situa al nivell cultural i també per l'explosió d'aquesta indústria al continent sud-asiàtic que supera avui àmpliament les seves fronteres sobretot per la forta popularitat a França, a la Gran Bretanya i les ciutats americanes.
Aquest domini mundial es troba també a les pel·lícules pornogràfiques, unes 12.000 aproximadament a l'any, rodades anualment a Califòrnia, a la vall de San Fernando.
El 2017 es va revelar la intervenció censora de la CIA, el Departament de Defensa dels Estats Units i la NSA des de fa dècades en la indústria del cinema de Hollywood: afectant a pel·lícules com Transformers, Salt i James Bond.
| País         | Nombre de pel·lícules produïdes | Part de la indústria cinematogràfica nacional | Part de la indústria cinematogràfica americana |
| ------------ | ------------------------------- | --------------------------------------------- | ---------------------------------------------- |
| Alemanya     | 75                              | 9,4%                                          | 81,9%                                          |
| Austràlia    | 31                              | 8,0%                                          | 87,5%                                          |
| Espanya      | 98                              | 10,1%                                         | 82,7%                                          |
| Estats Units | 460                             | 96,1%                                         | -                                              |
| França       | 204                             | 28,9%                                         | 58,3%                                          |
| Itàlia       | 103                             | 17,5%                                         | 69,5%                                          |
| Japó         | 282                             | 31,8%                                         | 64,8%                                          |
| Regne Unit   | 90                              | 19,6%                                         | 75,3%                                          |

### El cinema americà, un enfocament més comercial que cultural?
Als Estats Units, sembla que la indústria cinematogràfica hagi estat considerada en una concepció purament comercial des dels seus començaments. Ja que tot i que les pel·lícules són considerades com béns culturals, no obstant això ha prevalgut la lògica econòmica. Així, des de 1915 la Cort Suprema dels Estats Units declarava que «la difusió de les pel·lícules és purament i simplement comerç.» De fet, és difícil parlar del cinema americà sense pensar en la conclusió d'André Malraux, a l'Esbós d'una psicologia del cinema: «D'altra banda, el cinema és una indústria».
Les «majors» americanes, unificades sota el front de la MPA, intenten doncs imposar el lliure canvi en matèria cultural, i lluiten contra la noció de «diversitat cultural», argument sovint utilitzat per altres Estats per imposar de les barreres proteccionistes a les pel·lícules americanes.

#### Elsblockbusters
Així, a Hollywood, els «blockbusters», pel·lícules espectaculars que inclouen sovint un excés d'efectes especials i d'actors cèlebres, han fet la norma. Això no vol dir que els grans estudis no produeixen avui més que pel·lícules d'aquest gènere, però que les pel·lícules més rendibles pertanyen quasi totes a aquesta categoria, i sobretot perquè agraden als públics del món sencer.
L'exemple de l'any 2004 és particularment revelador, la gran majoria de les vint pel·lícules que van aconseguir més ingressos al box-office americà van ser produccions espectaculars (sobretot Spider-Man 2, El dia de demà, o també I, Robot). Només The Passion of the Christ i Fahrenheit 9/11 tenien pressupostos limitats, però el seu èxit s'explica en gran part per la controvèrsia, fins i tot l'escàndol, suscitats en el moment de la seva estrena.
La tendència general des de fa nombrosos anys aferma doncs la indústria cinematogràfica americana en una escalada de mitjans i de tecnologia, que fa encara més difícil la competència per als productors independents americans o estrangers, que en general no disposen de mitjans tan considerables com els de les majors de Hollywood.